# Condado de Banner
O Condado de Banner é um dos 93 condados do estado norte-americano de Nebraska. A sede do condado é Harrisburg, que é também a sua maior cidade. O condado tem uma área de 1932 km² (dos quais 0 km² estão cobertos por água), uma população de 819 habitantes, e uma densidade populacional de 0,4 hab/km² (segundo o censo nacional de 2000). O condado foi fundado em 1888 e recebeu o seu nome em (que significa "estandarte") pelo desejo dos primeiros colonos em tornar o condado um "estandarte" do estado.